# Министерство образования Бразилии

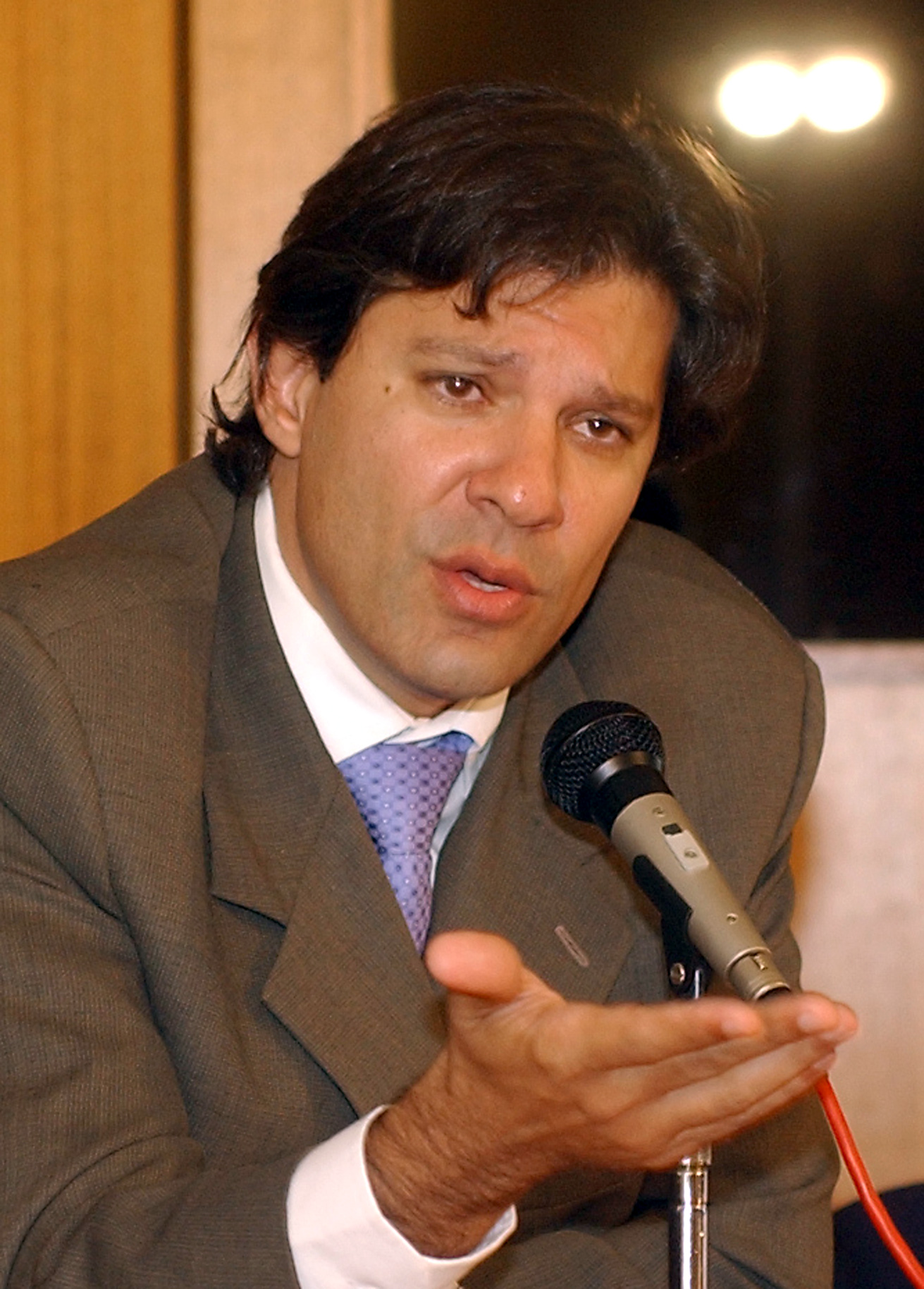
Фернандо Хаддад, министр образования Бразилии (2011)

Министерство образования Бразилии — является агентством федерального правительства Бразилии, созданным указом № 19402 от 14 ноября 1930 года под названием «Министерство образования и общественного здоровья», к тому времени президент Гетулио Варгас нес ответственность за исследования и все вопросы, касающиеся образования, здравоохранения и стационарной помощи.

## История
13 января 1937 года было переименовано в Министерство образования и здравоохранения и её деятельность должна быть ограничена администрациями школьного образования, внешкольного образования, здравоохранения медицинского и социального обеспечения.
В 1953 году получает официальное прежнее название.

## Область компетенции
- национальная политика в области образования
- дошкольное образование
- общее образование и дистанционное обучение, за исключением военного образования
- оценки информации и исследований в области образования
- университетские исследования
- финансовая помощь нуждающимся семьям, направленная на воспитание своих детей или иждивенцев.

## Круг обязанностей
- Специальное образование
- высшее образование
- технологическое образование
- дошкольное образование
- образование в сельской местности
- образование для коренных народов
- экологическое образование

## Связанные органы
- Национальный фонд развития образования
- Национальный институт образования и исследований Тейшейра
- Координация персонала по совершенствованию высшего образования
- Национальный Совет по образованию
- Национальная комиссия по оценке высшего образования
- Институт Бенжамена Констана
- Национальный институт образования глухих
- Фонд Жоакима Набукко
- Колледж Педро II